# DreamWorks

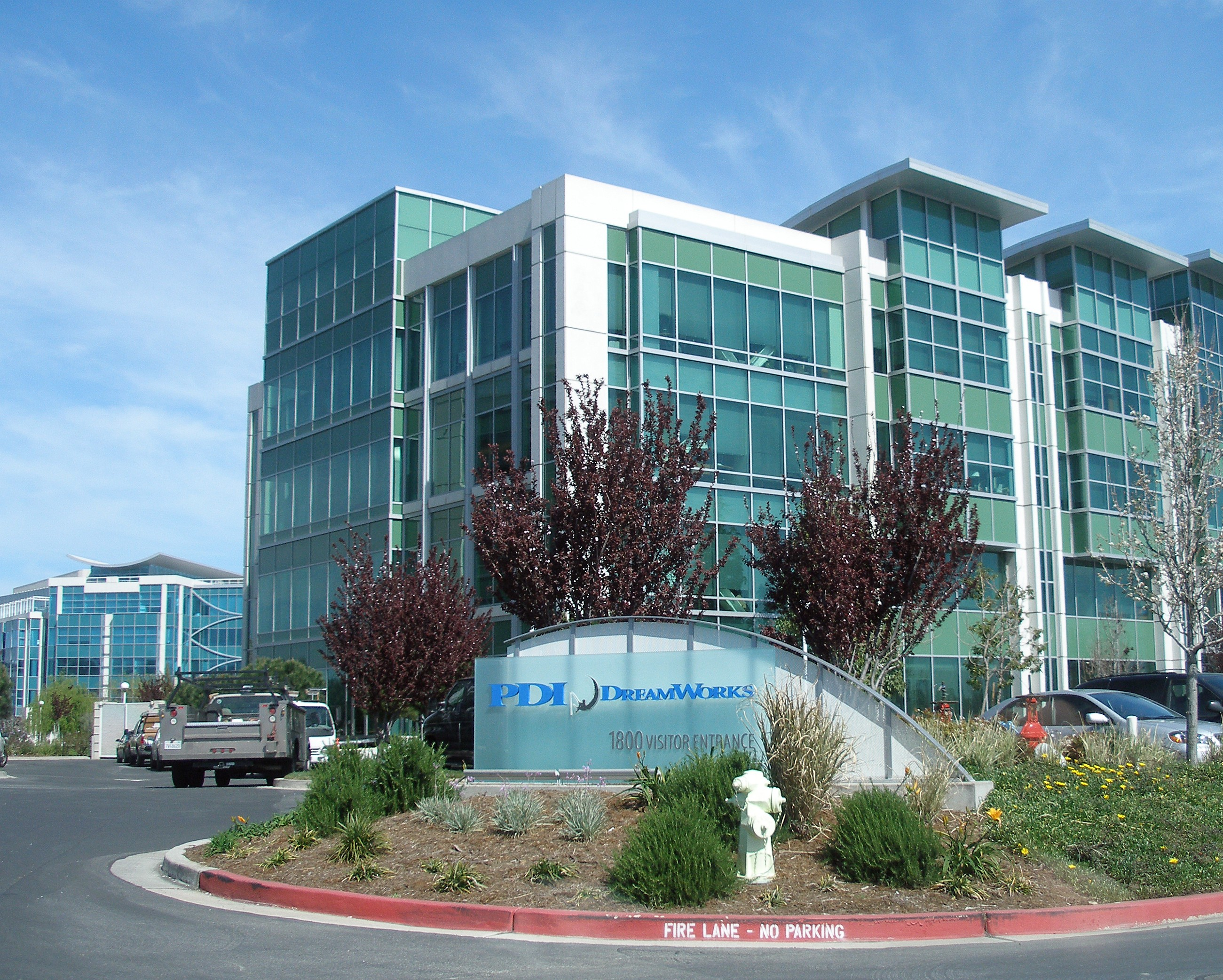
Sede de DreamWorks.

DreamWorks Pictures (también conocido como DreamWorks SKG o DreamWorks Studios)es una productora audiovisual estadounidense, fundada en 1994 por Steven Spielberg, Jeffrey Katzenberg y David Geffen, con sede en la ciudad de Glendale, California. Su película más exitosa hasta el momento es Shrek 2 (2004), con más de 900 millones de dólares de recaudación.

## Historia

### La unión de tres mentes creativas: la fundación de DreamWorks
La empresa original se fundó tras la despedida de Jeffrey Katzenberg de The Walt Disney Company en 1994. Katzenberg se acercó a Steven Spielberg y David Geffen para formar un estudio de cine de animación y acción en vivo, que no se había hecho en décadas debido al riesgo y al gasto; pero los tres tuvieron mucho éxito. Acordaron tres condiciones: harían menos de nueve películas al año, serían libres de trabajar para otros estudios si lo deseaban y se irían a casa a tiempo para cenar. Fundaron oficialmente DreamWorks SKG en octubre de 1994, con un respaldo financiero de $

## Películas
El catálogo de películas producidas hasta 2011 es parte del catálogo de Paramount Pictures, filial de ViacomCBS. En cuanto a las películas producidas entre 2011 y 2016, son distribuidos por 20th Century Fox. Desde 2017 hasta la actualidad sus películas son distribuidas y coproducidas por Universal Pictures, luego de la adquisición de DreamWorks Animation y la compra de acciones de la compañía gracias a que Universal tiene participación con Amblin Partners.

## Películas animadas
Las películas animadas son producidas por la división DreamWorks Animation, la cual en 2004 se convirtió en una empresa independiente. Desde 2016, es propiedad de Universal Pictures, filial de NBCUniversal propiedad de Comcast. DreamWorks Pictures usa el nombre de DreamWorks bajo licencia.